# Прямая кишка человека
Пряма́я кишка́ (лат. rectum, греч. πρωκτός) — конечная часть пищеварительного тракта, названная так за то, что идёт прямо и не имеет изгибов. Прямой кишкой называется отдел толстой кишки к низу (дистальнее) от сигмовидной ободочной кишки и до ануса (лат. anus), или иначе заднепроходного отверстия, анального отверстия.
Являясь концевым отделом толстого кишечника и находясь на границе внутренней среды организма и внешней среды, прямая кишка имеет ряд отличительных особенностей в строении и функциях.

## Анатомия
Прямая кишка представляет концевой отдел толстой кишки и окончание пищеварительного тракта. В ней накапливается кал. Она расположена в полости малого таза, начинается на уровне 3-го крестцового позвонка и заканчивается задним проходом в области промежности. Длина её 14—18 см, диаметр изменяется от 4 см в начале до 7,5 см в самой широкой её части, находящейся в середине кишки, далее прямая кишка снова сужается до размеров щели на уровне заднего прохода. На самом деле прямая кишка не является прямой. Она идёт вдоль крестца и образует два изгиба. Первый изгиб — крестцовый (выпуклостью сзади соответственно вогнутости крестца) и второй изгиб — огибающий копчик (выпуклостью спереди).
Прямая кишка состоит из двух отделов: тазового и промежностного:
- тазовый отдел располагается над диафрагмой таза. В нём выделяют надампулярный отдел и ампулу. Тазовый отдел образует в сагиттальной плоскости (соответственно вогнутости крестца) крестцовый изгиб. Во фронтальной плоскости также могут быть один или несколько непостоянных изгибов. В области диафрагмы таза кишка совершает второй изгиб, вогнутостью назад. При переходе в промежностный отдел образуется промежностный изгиб, flexura perinealis. Длина тазового отдела составляет примерно 10—14 см;
- промежностный отдел находится под диафрагмой таза и представляет собой заднепроходной канал. Длина промежностного отдела составляет примерно 4 см. В промежностном отделе различают анус и перианальную область.

Нижняя, узкая часть прямой кишки, проходящая через промежность, и находящаяся дистальнее, ближе к анальному отверстию, называется заднепроходным каналом (лат. canalis analis), верхняя, более широкая, проходящая в области крестца — ампулярной частью прямой кишки, или просто ампулой прямой кишки (лат. ampulla recti, часть кишки между ампулой и дистальной частью сигмовидной кишки — надампулярный отдел). Относительно брюшины прямая кишка расположена уникально: верхняя её часть покрыта брюшиной со всех сторон (то есть расположена интраперитонеально), средняя часть — с трёх сторон (то есть расположена мезоперитонеально), а нижняя часть не покрыта вообще (то есть расположена ретроперитонеально, или экстраперитонеально).
Вокруг заднего прохода в подкожной клетчатке расположена поперечно-полосатая (произвольная) мышца — наружный сфинктер заднего прохода, перекрывающая анальное отверстие. На том же уровне имеется непроизвольный гладкомышечный внутренний сфинктер заднего прохода. Оба сфинктера замыкают просвет кишки и удерживают в ней каловые массы. На слизистой прямой кишки, чуть выше ануса, расположен слегка набухающий кольцевой участок — геморроидальная зона, под которой имеется область рыхлой клетчатки с заложенным в ней кавернозным сплетением, представляющим анатомическую основу для образования геморроидальных узлов.
Синтопия
У мужчин прямая кишка прилегает к мочевому пузырю, семенным пузырькам и предстательной железе, у женщин — к матке и задней стенке влагалища. В стенке прямой кишки имеется очень много нервных окончаний, так как это рефлексогенная зона, а выделение кала — очень сложный рефлекторный процесс, который контролируется корой головного мозга.

### Кроволимфообращение
Артериальный приток
Прямая кишка кровоснабжается 5 артериями: 1 непарной и 2 парными (левые и правые):
- верхняя прямокишечная артерия (лат. arteria rectalis superior), непарная (артерия Набродова). Является концевой ветвью нижней брыжеечной артерии, отходящей от брюшной части аорты. В начальной части артерии ответвляется ветвь образующая анастомоз с сигмовидной артерией, далее артерия поступает в полость малого таза проходя в брыжейке прямой кишки в верхней её части и делится на левую и правую ветви. Кровоснабжает ампулу прямой кишки, в дистальной части образует анастомоз со средними прямокишечными артериями;
- средняя прямокишечная артерия (лат. arteria rectalis media), парная (артерия Наярова). Является ветвью внутренней подвздошной артерии, отходящей от общей подвздошной артерии. У некоторых людей артерия может отсутствовать, либо являться ветвью мочепузырной артерии, или внутренней половой артерии (обе ветви внутренней подвздошной артерии). Кровоснабжает среднюю часть прямой кишки. От артерии отходят ветви к предстательной железе и семенным железам. Образует анастомозы с верхними и нижними прямокишечными артериями;
- нижняя прямокишечная артерия (лат. arteria rectalis inferior), парная (артерия Натопкина) . Является ветвью внутренней половой артерии (лат. arteria pudenda interna). Кровоснабжает нижний отдел прямой кишки, а также кожу и жировую клетчатку анальной области, мышцу поднимающую задний проход[англ.], сфинктер заднего прохода. Образует анастомоз со средней прямокишечной артерией.

Таким образом, также артерии прямой кишки образуют анастомоз между тремя крупными артериями организма: нижней брыжеечной артерией и парными внутренними подвздошными артериями.
Венозный отток
Гемороидальные вены прямой кишки образуют прямокишечное венозное сплетение (лат. plexus venosus rectalis) состоящее из:
- внутреннего сплетения вен, расположенного в подслизистой основе[англ.];
- наружного сплетения вен, расположенного в соединительной ткани сверху мышечного слоя стенки прямой кишки и под кожей анальной области. Кровь из внутреннего сплетения оттекает по многочисленным мелким венам в наружное сплетение.

Из прямокишечного венозного сплетения кровоотток осуществляется по 5 венам: 1 непарной и 2 парным:
- верхняя прямокишечная вена (лат. vena rectalis superior), непарная. Начинается с венозного сплетения в верхнем отделе прямой кишки. Направляясь вверх, на уровне левого крестцово-подвздошного сустава, после впадения вены сигмовидной кишки переходит в нижнюю брыжеечную вену[англ.] (лат. vena mesenterica inferior) являющейся одним из корней воротной вены, впадающей в печень;
- средняя прямокишечная вена (лат. vena rectalis media), парная. Начинается с венозного сплетения в среднем отделе прямой кишки, далее к ней присоединяются мочепузырная вена, вены несущие кровь из предстательной железы и семенных желёз (у мужчин) / из матки и влагалища (у женщин). Вена впадает во внутреннюю подвздошную вену, ветви общей подвздошной вены образующей начало нижней полой вены;
- нижняя прямокишечная вена (лат. vena rectalis inferior), парная. Начинается с венозного сплетения в нижнем отделе прямой кишки и вливается во внутреннюю половую вену (лат. vena pudenda interna), осуществляющей венозный отток во внутреннюю подвздошную вену.

Таким образом, венозная система прямой кишки является одним из трёх анастомозов между бассейнами воротной вены и полых вен. Также, в норме венозный отток из средней и нижней третей прямой кишки, в отличие от всего остального кишечника, происходит непосредственно в нижнюю полую вену большого круга системы кровообращения, минуя воротную вену и печень. Данная особенность применяется при введении некоторых резорбтивных лекарственных препаратов per rectum.
Лимфоотток
Лимфатические сосуды прямой кишки образуют их сплетение в подслизистой основе. Отток происходит из верхней части прямой кишки в верхние прямокишечные лимфоузлы и далее по ходу верхней прямокишечной артерии в брыжеечные лимфоузлы. Из средней и нижней частей прямой кишки лимфа оттекает в 4-7 околопрямокишечные лимфоузлы (лат. nodi lymphoidei anorectales), расположенные с переднебоковой стороны тазовой части кишки, на уровне верхней и нижней краёв её ампулы. Из них отток происходит по сосудам вдоль артерии во внутренние подвздошные и крестцовые лимфоузлы, далее в общие подвздошные и поясничные лимфоузлы, из которых попадает в парные поясничные стволы, затем в грудной проток.

### Иннервация
Нижнее брыжеечное сплетение (лат. ganglion mesentericum inferior) даёт начало верхнему прямокишечному сплетению (лат. plexus rectalis superior), который идёт по одноимённой артерии — верхней прямокишечной артерии, ответвлению верхней брыжеечной артерии (лат. arteria mesenterica superior).
Средние и нижние прямокишечные сплетения имеют другое начало — тазовое (нижнее подчревное) сплетение (лат. plexus hypogasrticus inferior), распространяющееся также по ходу сосудов на органы малого таза.

## Функции
В толстую кишку переходят все остатки пищи, которые не успели всосаться в тонкой кишке, а также вода. В толстую кишку попадает много органических веществ и продукты бактериального гниения. Кроме того, там содержатся субстанции, не поддающиеся действию пищеварительных соков (например, клетчатка), желчь и её пигменты (продукты гидролиза билирубина), соли, бактерии.
В прямой кишке происходят следующие процессы. В начальном отделе толстой кишки завершается ферментативное расщепление оставшихся непереваренными в верхних отделах пищеварительного тракта пищевых масс; формирование каловых масс (пищеварительный сок толстой кишки содержит много слизи, необходимой для формирования кала). Пищеварительный сок в толстой кишке выделяется непрерывно. Он содержит те же ферменты, которые имеются в пищеварительном соке тонкого кишечника. Однако действие этих ферментов значительно слабее.

## Некоторые патологии
- Проктит
- Парапроктит
- Геморрой
- Трещина заднего прохода
- Прямокишечно-промежностный свищ[нем.]
- Ректовагинальный свищ
- Прямокишечно-вестибулярный свищ[англ.]
- Прямокишечно-пузырный свищ
- Ректоцеле[англ.]
- Рак прямой кишки
- Инородное тело прямой кишки
- Тенезмы
- Диссинергия мышц тазового дна[англ.]
- Выпадение прямой кишки
- Синдром мышцы, поднимающей задний проход[англ.]
- Спазм сфинктера заднего прохода
- Энкопрез
- Аноректальные пороки развития[англ.]